# 瑠公圳分屍案
瑠公圳分屍案為1961年2月發生在臺灣臺北市的分屍案，因發現屍體地點新生南路旁的堀川在當時一直被誤認為瑠公圳，因此被稱作「瑠公圳分屍案」，此錯誤稱呼就一直沿用至今。此案件為臺灣在戰後（1945年後）第三起分屍案，戰後第一起分屍案是發生於1957年的張昌年命案，1959年12月底的新店屈尺分屍案則為第二起。
但瑠公圳分屍案由於偵辦過程涉及中華民國國軍高階將領，當時媒體日日以大篇幅報導案情進展，知名度與影響層面更在前兩件分屍案之上。

## 經過
1961年2月26日晚間，有四名兵工學校的學生在國立臺灣大學旁的堀川中發現一具年輕女性的頭顱及上半身屍體；當時轟動整個社會，並成為人們茶餘飯後討論的話題，就連時任中華民國總統兼中國國民黨總裁蔣中正都對此案感到興趣，天天關心辦案進度，以致於原先怕影響社會風氣、違反善良風俗而禁止臺灣媒體大舉報導的中國國民黨中央委員會文化傳播工作會，特別核准了各報「自由」的報導此案。
由於當時電視尚未普及，因此除了報紙之外，負責偵辦此案的臺灣省警務處刑事警察大隊還在台灣大學播放分屍案的幻燈片，希望民眾提供線索，而在案發後第三天，一名三輪車伕林萬而在看過刑警大隊播放的幻燈片後，想起曾經載過一名男子身上帶著線索中的草蓆屍包，而到刑警大隊報案。當時的刑警大隊大隊長王魯翹（前內政部警政署署長王卓鈞的父親，前國民政府軍事委員會調查統計局國際特務）派人隨林萬而重回那男子上車之處，確認該地點為和平東路二段107巷。
辦案人員最先懷疑的為107巷35弄1號住宅，主要是因為辦案人員在該戶牆壁上發現有隱約用石灰塗抹過的痕跡，再加上地上也發現了一些不明污點，接著又在屋子前院撿到了一截斷繩，繩子上有黑色的污痕，而這繩子看起來和捆屍所用的繩索一樣，而且經過檢驗後證實繩子上的黑色污痕確為人血。辦案人員透過承租該房子的李姓夫婦找到該房的二房東吳武英，由於屋內的可疑污點和轉租時間點上的巧合，使得吳武英一度成為主要嫌疑人。
辦案人員後又懷疑是107巷底竹籬後（現址為新光瑞安傑仕堡大廈）的中華民國空軍少將柳哲生家僕所為，警方不僅在柳宅後面的竹籬公廁處找到可疑的女性衣物，還在包裹屍塊的草蓆上找到幾根「狗毛」，顏色有白有黑，因此斷定兇手家裡或命案現場有狗活動。正好，柳將軍家就養著一頭大狗跟數隻小狗。此外，專案小組還得知柳家的男性僕人前陣子交了女友，說不定就是被害人。這種種可疑的跡象，讓專案小組懷疑柳宅中人就是分屍案兇手。
但最後在四十多天後，經家屬及死者好友指認證實了死者身分是29歲且懷有四個月身孕的陳富妹，也藉此查出其前夫盧家祥才為凶手，兩人因爭奪小孩撫養權（兩人育有一個三歲的女兒），以及盧家祥指責陳富妹行為不檢起爭執，（陳富妹在與盧家祥離婚後與一個有婦之夫來往，她肚子裡的孩子亦是那男子的）過程中盧家祥失手掐死陳富妹。
隔年1962年4月12日臨晨，兇手槍決伏法。而他們的住處確實也是為和平東路二段107巷內的36號，剛好臨近柳將軍家，因此案發後盧家祥將證物丟入柳家意圖栽贓，現址為新龍公園。

## 影響
此案前後52天，各報競相報導，《聯合報》最熱衷，幾乎天天見報，總計登了339則新聞，《徵信新聞》（《中國時報》前身）次之，也登了264則；其間，該案新聞量佔當時全部新聞版面從5％強至18％強。
而分屍案媒體隨意的猜測及大幅的報導當時造成兩名關係人吳武英及柳哲生家庭很大的困擾，吳武英在刑警大隊偵訊時甚至有媒體擅自宣布破案，造成他數日都不敢回家，知名度高的柳將軍家更是一個多月都不得安寧，柳哲生原本有望升任空軍總司令的仕途也因而中輟，被迫退役去經營百樂冰品。

## 影視改編
- 2025年台灣電影《搜查瑠公圳》